# Jozef Marko
Jozef Marko (Topoľčany, 25 de maio de 1923 – 26 de setembro de 1996) foi um futebolista e treinador eslovaco que atuava como meio-campo.

## Carreira
Jozef Marko convocou e comandou o elenco da Tchecoslováquia, na Copa do Mundo de 1970. 